# Салюс
Са́люс (лат. Salus — здоров'я) — римська богиня здоров'я та успіху. Як богиню здоров'я її ототожнювали з грецькою Гігіеєю. На Квірінальському пагорбі в Римі був храм богині. Під час імперії С. шанувалась як опікунка імператорської рідні або імператора. Жерці та магістрат часто зверталися до неї з молитвами, особливо на початку року, під час епідемій, у день народження імператорів тощо. За Нерона були встановлені ігри на честь С. В імператорську епоху присягалися Рег Salutem (на здоров'я імператорів), і звичай цей перейшов навіть до християн. Юристам давнього Риму належить вислів: «Salus populi suprema lex esto», тобто «Благо народу (суспільства) — найвищий закон».